# Le Champion de Garathorm
Le Champion de Garathorm (titre original : The Champion of Garathorm) est un roman de fantasy de l’écrivain britannique Michael Moorcock. Il est paru en 1973 puis a été traduit en français et publié en 1989. Ce roman est le sixième tome de la série La Légende de Hawkmoon.

## Résumé
Dorian Hawkmoon vit depuis 7 ans dans la Kamarg parallèle où il a été projeté. Il refuse de croire que sa compagne Yisselda est morte dans la bataille de Londra comme l’affirme de comte Airain car il a d’autres souvenirs.
L’Ukranie demander l’aide du comte Airain car des êtres étranges venus d'outre-tombe massacrent la province. Leur émissaire convainc Dorian de l'accompagner. 
En chemin, l’esprit de Dorian fuse dans le corps d’Ilian, reine de Garathorn qui est envahi par Ymryl, suppôt du malfaisant Arioch. Il trouve le sorcier Kalan qui garde Yisselda prisonnière et le tue. 
Sa mort cicatrise la distorsion du temps qu'il avait provoquée et fait disparaître Ymryl et son armée. 

## Analyse et commentaire
L’auteur a indiqué dans plusieurs interviews que les romans de ce cycle d’heroic fantasy avaient pour unique vocation de distraire leurs lecteurs.

## Prolongements
L’univers a inspiré un jeu de rôle : Hawkmoon.
En vue d’une adaptation télévisée, BBC Studios a acquis début 2019 les droits des quatre premiers romans de la série, soit Le Cycle du bâton runique qui comprend Le Joyau noir, Le Dieu fou, L'Épée de l'aurore et Le Secret des runes.